# Saint-Just-et-Vacquières
Saint-Just-et-Vacquières is een gemeente in het Franse departement Gard (regio Occitanie) en telt 260 inwoners (2005). De plaats maakt deel uit van het arrondissement Alès.

## Geografie
De oppervlakte van Saint-Just-et-Vacquières bedraagt 23,1 km², de bevolkingsdichtheid is 11,3 inwoners per km².

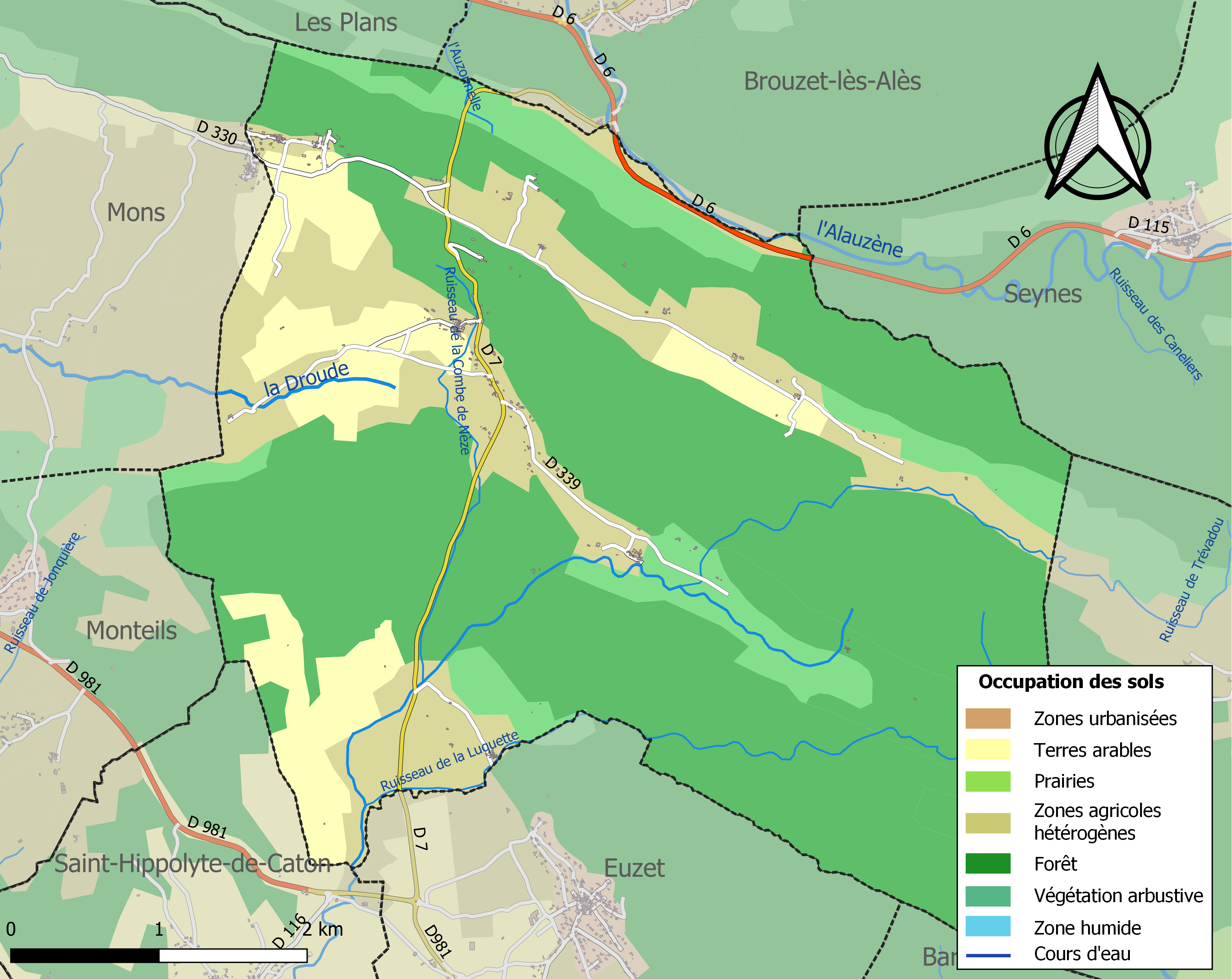
Kaart van de gemeente met de belangrijkste infrastructuur, bodemgebruik en omliggende gemeenten

## Demografie
Onderstaande figuur toont het verloop van het inwonertal (bron: INSEE-tellingen).